# Свети Йоан Предтеча (църква в Метеора)
Вижте пояснителната страница за други значения на Свети Йоан Предтеча.
„Свети Йоан Предтеча“ (на гръцки: Ι. Ν. Αγίου Ιωάννου Θεολόγου Μετεώρων) е православна църква в солунския квартал Метеора, Гърция, енорийски храм на Неаполската и Ставруполска епархия.
През 1966 година по нареждане на митрополит Пантелеймон Солунски епископ Стефан Талантски поставя основния камък на първоначалния малък храм, посветен на Йоан Богослов, завършен за девет години, който представлява скромна еднокорабна базилика. В 1974 година енорията е прехвърлена към новосъздадената Неаполска и Ствруполска епархия. На 18 май 1975 година митрополит Дионисий Неаполски и Ставруполски открива този храм. На 26 септември 1999 година митрополит Дионисий поставя основния камък на сегашния храм, чиято основна част е завършена, а строежът нагоре продължава.